# Збірна Європи з футболу
Збірна Європи з футболу — футбольна збірна, яка складається з гравців, що виступають у чемпіонатах УЄФА. Проводить лише товариські або благодійні матчі в честь певних визначальних подій. Через це кожен наступний матч команди не розглядається як продовження попереднього і може мати інший регламент включення гравців.

## Матчі
| Дата              | Суперник                   | Стадіон                         | Результат | Голи Європи XI                                                                               | Причина                                                                           |
| ----------------- | -------------------------- | ------------------------------- | --------- | -------------------------------------------------------------------------------------------- | --------------------------------------------------------------------------------- |
| 26 жовтня 1938    | Англія                     | Арсенал Стедіум, Лондон         | 0–3       |                                                                                              | 75-річчя Футбольної асоціації Англії                                              |
| 10 травня 1947    | Велика Британія            | Гемпден-Парк, Глазго            | 1–6       | Гуннар Нордаль                                                                               | Повернення британських збірних до ФІФА                                            |
| 21 жовтня 1953    | Англія                     | Вемблі, Лондон                  | 4–4       | Ладислав Кубала (2×), Джамп'єро Боніперті (2×)                                               | 90-річчя Футбольної асоціації Англії                                              |
| 13 серпня 1955    | Велика Британія            | Віндзор Парк, Белфаст           | 4–1       | Жан Венсан, Бернард Вукас (3×)                                                               | 75-річчя Ірландської футбольної асоціації                                         |
| 20 травня 1964    | Скандинавія                | Idrætsparken, Копенгаген        | 4–2       | Джиммі Грівз (2×), Деніс Лоу, Еусебіу                                                        | 75-річчя Данського футбольного союзу                                              |
| 23 вересня 1964   | Югославія                  | Стадіон Райко Митича, Белград   | 7–2       | Уве Зеелер (2×), Еусебіу (4×), Жозе Аугушту                                                  | У фонд допомоги постраждалим від Землетрусу у Скоп'є                              |
| 28 квітня 1965    | Велика Британія            | Вікторія Граунд, Сток-он-Трент  | 6–4       | Годфрід Ван Ден Бур, Ференц Пушкаш (2×), Йозеф Масопуст, Ладислав Кубала, Jackie Henderson   | Прощальний матч Стенлі Метьюза                                                    |
| 8 грудня 1970     | «Бенфіка»                  | Ештадіу да Луж, Лісабон         | 2–3       | Уве Зеелер, Хосе Еулохіо Гарате                                                              | Прощальний матч Маріу Колуни                                                      |
| 23 листопада 1971 | «Вест Гем Юнайтед»         | Аптон-Парк, Лондон              | 4–4       | Френк Макдугалл, Родні Марш (2×), Джиммі Грівз                                               | Прощальний матч Джеффа Герста                                                     |
| 1 травня 1972     | «Гамбург»                  | Фолькспаркштадіон, Гамбург      | 7–3       | Джефф Герст, Ференц Бене, Франц Бекенбауер, Герд Мюллер, Кальман Месей, Джордж Бест, Еусебіу | Прощальний матч Уве Зеелера                                                       |
| 23 листопада 1972 | Південна Америка           | Санкт-Якоб Парк, Базель         | 0–2       |                                                                                              | Благодійний матч Песталоцці                                                       |
| 31 жовтня 1973    | Південна Америка           | Олімпійський стадіон, Барселона | 4–4       | Еусебіу, Саліф Кейта, Хуан Мануель Асенсі, Курт Яра                                          | Благодійний матч FIFA                                                             |
| 28 грудня 1979    | «Боруссія» (Дортмунд)      | Вестфаленштадіон, Дортмунд      | 2–3       | Сафет Сушич, Владимир Петрович                                                               | Матч для ЮНІСЕФ                                                                   |
| 25 лютого 1981    | Італія                     | Олімпійський стадіон, Рим       | 3–0       | Аллан Сімонсен, Вахід Халілходжич, Тоні Вудкок                                               | [ 10 ]                                                                            |
| 2 червня 1981     | Фенербахче                 | Şükrü Saracoğlu, Стамбул        | 0–3       |                                                                                              | 75th anniversary of Фенербахче (спортивний клуб)                                  |
| 12 серпня 1981    | Чехословаччина             | Летна-Стадіон, Прага            | 0–4       |                                                                                              | 80-річчя Чехословацької футбольної асоціації                                      |
| 7 серпня 1982     | Світ XI                    | Джаєнтс Стедіум, Нью-Йорк       | 3–2       | Кевін Кіган, Бруно Пеццай, Джанкарло Антоньйоні                                              | Благодійний матч ФІФА для ЮНІСЕФ                                                  |
| 4 грудня 1997     | Світ XI                    | Велодром, Марсель               | 2–5       | Маріус Лекетуш, Зінедін Зідан                                                                | [ 12 ]                                                                            |
| 18 серпня 1998    | «Манчестер Юнайтед»        | Олд Траффорд, Манчестер         | 4–8       | Жан-П'єр Папен, Лоран Блан, Мартін Далін, Марк Вілсон                                        | 40-річчя Мюнхенської авіакатастрофи і прощальний матч Еріка Кантона testimonial   |
| 16 лютого 2005    | Світ XI (як Роналдінью XI) | Камп Ноу, Барселона             | 3–6       | Алессандро Дель П'єро, Джанфранко Дзола                                                      | «Футбол надії» (збирання коштів постраждалим від землетрусу в Індійському океані) |
| 14 березня 2007   | «Манчестер Юнайтед»        | Олд Траффорд, Манчестер         | 3–4       | Флоран Малуда, Ель-Хаджі Діуф (2×)                                                           | «Святковий матч УЄФА»                                                             |

## Відомі тренери
| - Франц Бекенбауер - Марчелло Ліппі - Карлос Алберто Паррейра - Франк Райкард - Арсен Венгер |  | - Карел Лотсі - Вітторіо Поццо - Карл Раппан - Нерео Рокко |

## Відомі гравці
| - Раймон Брен - Альфонс ван Брандт - Поль ван Гімст - Йоган Кройф - Патрік Клюйверт - Руд Крол - Йоган Нескенс - Аллан Сімонсен - Франц Бекенбауер - Герд Мюллер - Уве Зеелер - Джиммі Грівз - Джефф Герст - Кевін Кіган - Раймон Копа - Мішель Платіні |  | - Жан Венсан - Зінедін Зідан - Алессандро Костакурта - Джанлука Дзамбротта - Марко Тарделлі - Діно Дзофф - Андреа Пірло - Драган Джаїч - Вахід Халілходжич - Ференц Бене - Ладислав Кубала - Ференц Пушкаш - Еусебіу - Георге Хаджі - Дуду Джорджеску |  | - Маріус Лекетуш - Валерій Воронін - Лев Яшин - Андрій Шевченко - Хосе Камачо - Фернандо Єрро - Альфредо Ді Стефано - Гуннар Нордаль - Златан Ібрагімович - Джордж Бест - Деніс Лоу - Йозеф Масопуст |